# Alenäs naturreservat
Alenäs är ett naturreservat i Breareds socken i östra delen av Halmstads kommun i Halland.
Reservatet är beläget väster om vägen mellan Simlångsdalen och Femsjö. Det omfattar 50 hektar och är skyddat sedan 1963. Området består mestadels av sjöar, våtmarker och omgivande skogsområden. 

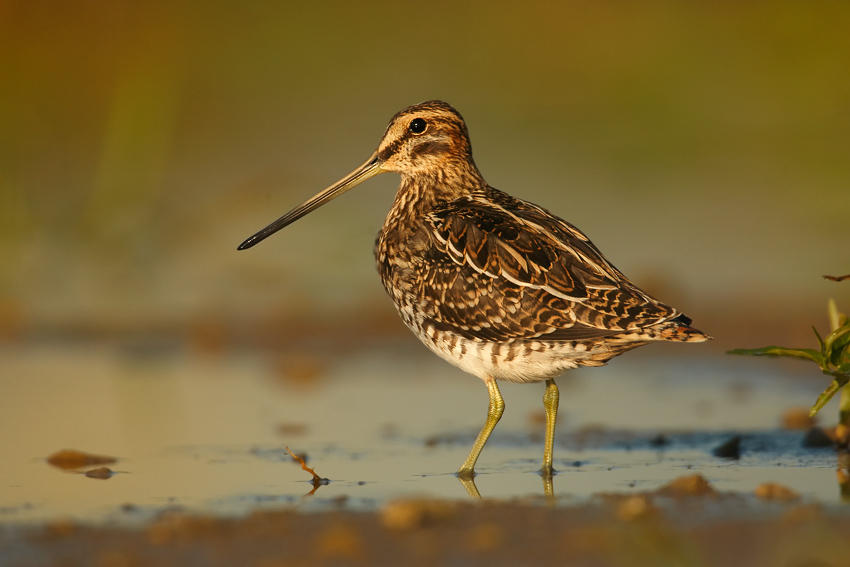
Enkelbeckasin

Här finns våtmarksfåglar såsom sångsvan, dvärgbeckasin och enkelbeckasin. Alenäs är också rik på olika ugglearter såsom pärluggla, sparvuggla och kattuggla.
Inom reservatet Alenäs ligger också Ekhulten, ett gammalt och småbrutet före dtta odlingslandskap. Här finns åkrar mellan ekbevuxna kullar. De senare har brukats som slåtterängar. Här finns även röjningsrösen. Ett visst bruk pågick ända fram till 1950-talet. Ekhulten tillhörde tidigare Alenäs gård. Under slutet av 1880-talet utfördes en viss sjösänkning varvid jordbruksmarken ökade.
Vid reservatets östra gräns passerar Hallandsleden. Delar av sjöarna Pickelsbohålan och Stora Frillen ligger inom reservatet.